# Macrorhynchia hawaiensis
Macrorhynchia hawaiensis is een hydroïdpoliep uit de familie Aglaopheniidae. De poliep komt uit het geslacht Macrorhynchia. Macrorhynchia hawaiensis werd in 1906 voor het eerst wetenschappelijk beschreven door Nutting. 